# Paraeccopsis
Paraeccopsis is een geslacht van vlinders van de familie bladrollers (Tortricidae).

## Soorten
- P. acroplecta (Meyrick, 1921)
- P. exhilarata (Meyrick, 1918)
- P. insellata (Meyrick, 1920)
- P. nucleata (Meyrick, 1913)
- P. phoeniodes (Meyrick, 1921)
- P. windhoeca Razowski, 2008